# Вильнюс (аэропорт)
Аэропорт Ви́льнюс — международный аэропорт Вильнюса, столицы Литвы. Расположен в 7 км к югу от центра города.
Крупнейший аэропорт Литвы (73% пассажиропотока, 2022 г.), второй в странах Балтии..

## История
Открыт 17 августа 1932 года, назывался «Вильно-Порубанек» (пол. Wilno-Porubanek) по названию близлежащей деревни Порубанек (сейчас район Киртимай). Сначала из аэропорта осуществлялись только внутренние рейсы на Варшаву и Львов (в 1932 году Вильнюс находился на территории Польши). Затем, с 15 апреля 1939 года, и международные, на Каунас.
4 октября 1954 года, в стиле сталинский ампир по проекту архитекторов Дмитрия Бурдина и Геннадия Ёлкина, построено первое здание аэровокзала. Здание с семью нишами главного западного фасада, в которых расположены скульптуры, с кессонными потолками, лепниной, рельефными колоннами в интерьере включено в Реестр культурного наследия Литвы и охраняется государством как объект регионального значения; код в Реестре 15877. Теперь в старом здании расположен терминал прилёта.
В конце 1980-х годов старое здание не справлялось с пассажиропотоком, решено строить второй терминал. Открыт в 1993 году; в нём расположился терминал вылета.
После вступления Литвы в Шенгенскую зону (2007) потребовалось построить третье здание, чтобы аэропорт соответствовал требованиям Шенгенского соглашения. Открыто в 2007 году.
В 2014 году исследована ВПП, выявлена необходимость её реконструкции. В 2017 году была проведена значительная реконструкция (после этого ВПП прослужит еще 25 лет), аэропорт был закрыт на пару месяцев (многие рейсы были перенесены в Каунас). В 2021 году завершилась реконструкция рулежных дорожек и строительство северного перона. В 2022 году планируют начать строительство завода по переработке стоков от противообледенительной обработки самолетов, собранная жидкость на заводе будет преобразована для вторичного использования. Также был построен посылочный терминал DHL.
В 2019 году в 1,5 км от терминала установлена площадка для наблюдения за самолётами (англ. planespotting). Она оборудована смотровой вышкой, сидячими местами с крышей и освещением, парковкой для автомобилей и детской площадкой.
В 2021 году открыт реконструированный северный перрон и построены новые рулежные дорожки. В 2022 году начато строительство завода по переработке стоков от противообледенительной обработки самолетов, собранная жидкость на заводе будет преобразована для вторичного использования; окончание строительства планируется в 2023 году. 4 ноября начаты подготовительные работы для строительства двухэтажного терминала прибытия. 28 декабря 2022 началось строительство двухэтажного пассажирского терминала, которое завершится в 2025 году.

## Авиакомпании и пункты назначения
В октябре 2023 года из аэропорта летали:

### Грузовые авиакомпании
- DHL
- Turkish Airlines Cargo

## Статистика
Данные из запроса в Викиданные.
| Год  | Пассажиропоток, чел. | Изменения | Рейсы  |
| ---- | -------------------- | --------- | ------ |
| 1992 | 248 520              |           |        |
| 1993 | 230 200              | –7,4 %    |        |
| 1994 | 352 373              | +53,1 %   |        |
| 1995 | 355 638              | +0,9 %    |        |
| 1996 | 370 537              | +4,2 %    |        |
| 1997 | 410 879              | +10,9 %   |        |
| 1998 | 461 989              | +12,4 %   | 16 711 |
| 1999 | 480 708              | +4,1 %    | 18 711 |
| 2000 | 521 529              | +8,5 %    | 17 277 |
| 2001 | 584 171              | +12,0 %   | 18 362 |
| 2002 | 634 991              | +8,7 %    | 17 124 |
| 2003 | 719 850              | +13,4 %   | 18 336 |
| 2004 | 964 164              | +33,9 %   | 23 665 |
| 2005 | 1 281 872            | +33,0 %   | 29 193 |
| 2006 | 1 451 468            | +13,2 %   | 29 347 |
| 2007 | 1 717 222            | +18,3 %   | 32 840 |
| 2008 | 2 048 439            | +19,3 %   | 37 839 |
| 2009 | 1 308 632            | −36,1 %   | -      |
| 2010 | 1 373 859            | +4,98 %   | 26 106 |
| 2011 | 1 712 467            | +24,7 %   | 27 703 |
| 2012 | 2 208 099            | +28,94 %  | 29 995 |
| 2013 | 2 661 869            | +20,55 %  | 32 778 |
| 2014 | 2 942 670            | +10,55 %  | 37 254 |
| 2015 | 3 336 084            | +13,37 %  | 39 289 |
| 2016 | 3 814 001            | +14,33 %  | 41 304 |
| 2017 | 3 761 837            |           |        |
| 2018 | 4 923 000            |           |        |
| 2019 | 5 004 922            |           |        |

## Транспортное сообщение
Аэропорт связан с другими района города общественным транспортом и такси.
- Автобусное сообщение приблизительно с 5:30 до 23:00. Разовый билет можно приобрести у водителя за 1 евро.
  - маршруты № 1 и 2 разными путями курсируют до вокзала;
  - маршрут № 88, курсирует до площади Европы, проходя через центральную часть города;
  - скорый маршрут № 3G курсирует до спального района Фабиёнишкес, проходя через центральную часть города.
- Железнодорожное сообщение: до железнодорожного вокзала курсирует автомотриса (рельсовый автобус) PESA 620M (18 рейсов в день (по расписанию 2020 г. с 4:55 до 20:30)[6])
- такси. При помощи вызова такси через приложение Bolt, дорога в город обойдётся всего от 4 € в зависимости от точки назначения.

Международное сообщение с Ригой: из аэропорта в латвийскую столицу и обратно курсируют микроавтобусы компании Flybus. Расписание привязано к прилётам и вылетам Wizz Air и Ryanair.